# Боза Йоркский
Боза (англ. Bosa; умер в 705) — святой, епископ Йоркский (678—686 и 691—705). День памяти — 9 марта.

## Биография
Святой Боза был монахом в Уитби во времена святой Хильды из Уитби (память 17 ноября). В 678 году он был поставлен епископом Дейры (южная половина Нортумбрии, теперь Йоркшир) святым Феодором (память 19 сентября). Кафедра Бозы находилась в Йорке. Здесь он стал преемником святого Уилфрида (память 12 октября), изгнанного нортумбрийским королём Эгфридом за отказ принять разделение его епархии.
Святой Уилфрид вернулся в Йорк в 686 году, но святой Боза вновь обрёл эту кафедру в 691 году, когда Уилфрид был снова сослан после следующей ссоры с королём Элдфритом. Святой Боза умело правил епархией вплоть до своей смерти. Святой Беда Достопочтенный хвалил святого Бозу как «…человека, Богом возлюбленного…» за его самые необычные достоинства и качества.
Одним из учеников Бозы был святой Акка (память 20 октября), которые последовал за Уилфридом и заместил его затем в Хексеме на епископской кафедре.